# Хинге, Антонни
А́нтонни Хи́нге (дат. Antonny Hinge) — датский кёрлингист и тренер по кёрлингу.
В составе мужской сборной Дании участник чемпионата мира 1979 (заняли десятое место) и чемпионата Европы 1977 (заняли восьмое место). Трёхкратный чемпион Дании среди смешанных команд.
Играл на позиции первого.

## Достижения
- Чемпионат Дании по кёрлингу среди смешанных команд: золото (1981, 1983, 1993).

## Команды
| Сезон                                          | Четвёртый       | Третий            | Второй         | Первый           | Турниры            |
| ---------------------------------------------- | --------------- | ----------------- | -------------- | ---------------- | ------------------ |
| 1977—78                                        | Йёрн Блак       | Фредди Бартельсен | Бент Йёргенсен | Антонни Хинге    | ЧЕ 1977 (8 место)  |
| 1978—79                                        | Йёрн Блак       | Фредди Бартельсен | Бент Йёргенсен | Антонни Хинге    | ЧМ 1979 (10 место) |
| Кёрлинг среди смешанных команд (mixed curling) |                 |                   |                |                  |                    |
| 1980—81                                        | Erling Jakobsen | Gitte Jakobsen    | Антонни Хинге  | Jytte Berg       | ЧДСК 1981          |
| 1982—83                                        | Erik Kelnæs     | Karen Eriksen     | Антонни Хинге  | Jytte Berg       | ЧДСК 1983          |
| 1992—93                                        | Бент Йёргенсен  | Jytte Berg        | Антонни Хинге  | Herdis Jørgensen | ЧДСК 1993          |

(скипы выделены полужирным шрифтом)

## Результаты как тренера национальных сборных
| Год  | Турнир                                       | Сборная         | Место |
| ---- | -------------------------------------------- | --------------- | ----- |
| 1982 | Чемпионат мира по кёрлингу среди мужчин 1982 | Дания (мужчины) | 8     |